# Jeroni Escarabatxeres
Jeroni Escarabatxeres i Ratxotxo (cerca de 1660 - 1710) fue un escultor español de estilo barroco.

## Biografía
Hijo de Jaume Escarabatxeres, su familia se dedicaba a la carpintería. Fue autor de los retablos de San Francisco de Sales de Esparraguera (1693), de San Miguel en Miralcamp (1693-1697), de San Juan en el Hospital de Pobres de Martorell (1698), y el de Abrera.
Su obra principal es la fachada y la decoración interior de la iglesia de San Severo de Barcelona (1698-1705), donde realizó el frontispicio, las tribunas y los esgrafiados de la bóveda, así como la imagen del santo situada en una hornacina de la fachada.